# Ivan Rovnyj
Ivan Andreevič Rovnyj (in russo Иван Андреевич Ровный?; Leningrado, 30 settembre 1987) è un ex ciclista su strada e pistard russo. Già campione del mondo in linea tra gli juniores nel 2005, ha gareggiato come professionista dal 2006 al 2022 vincendo, nel 2018, il titolo nazionale in linea.

## Carriera
Da junior partecipa a due campionati del mondo su strada di categoria, vincendo la prova in linea nel 2005 a Salisburgo. Nello stesso anno ottiene il titolo europeo in linea su strada, oltre al bronzo mondiale ed europeo nell'inseguimento su pista. Nel 2006 debutta su strada con il team italo-russo Tinkoff. In quella stagione vince, su pista, il titolo europeo under-23 nella corsa a punti e due prove di Coppa del mondo nell'inseguimento a squadre open.
Nel 2007 fa sua una tappa al Tour de l'Avenir in Francia e partecipa ai mondiali su strada nella categoria Under-23; nello stesso anno, dopo aver corso il Giro d'Italia, si classifica ottavo al Gran Premio Città di Camaiore e quinto alla Coppa Agostoni. Dopo un 2008 senza particolari risultati (partecipa comunque alla Vuelta a España), nel 2009 passa tra le file del neonato team russo Katusha. In stagione non va però oltre un terzo posto al Grand Prix d'Isbergues.
Dal 2010 al 2011 gareggia per il Team RadioShack; nel biennio con la divisa del team statunitense non ottiene successi, partecipando però al Giro d'Italia 2011. Nel 2012 si accasa quindi alla RusVelo, formazione satellite del team Katusha, ma ancora non va oltre un terzo posto di tappa alla USA Pro Cycling Challenge in Colorado. Nel 2013 torna in Italia per correre con il team Continental Ceramica Flaminia-Fondriest. Con i nuovi colori sfiora il successo in alcune classiche italiane: è infatti quarto al Gran Premio Industria e Artigianato di Larciano, secondo al Giro di Toscana, terzo al Giro dell'Appennino (vinto dal compagno di squadra Davide Mucelli), quinto alla Coppa Agostoni e quarto alla Tre Valli Varesine.
Dopo i numerosi piazzamenti ottenuti nel 2013, per la stagione successiva passa tra le file della Tinkoff-Saxo, squadra World Tour diretta da Bjarne Riis.

## Palmarès

### Pista
- 2006

3ª prova Coppa del mondo 2005-2006, Inseguimento a squadre (Los Angeles, con Sergej Klimov, Aleksandr Serov e Nikolaj Trusov)
Campionati europei, Corsa a punti
1ª prova Coppa del mondo 2006-2007, Inseguimento a squadre (Sydney, con Michail Ignat'ev, Aleksandr Serov e Nikolaj Trusov)

### Strada
- 2005 (Juniores)

Campionati europei, Prova in linea Juniores
Campionati del mondo, Prova in linea Juniores
- 2007

9ª tappa Tour de l'Avenir (Chomelix > Craponne-sur-Arzon)
- 2018

Campionati russi, Prova in linea

#### Altri successi
- 2007

Classifica giovani Tour Méditerranéen
- 2008

1ª tappa Settimana Ciclistica Lombarda (Brignano Gera d'Adda, cronosquadre)

## Piazzamenti

### Grandi Giri
- Giro d'Italia

2007: non partito (14ª tappa)
2011: 78º
2014: 46º
2015: 115º
2016: 36º
2017: 119º
- Vuelta a España

2008: ritirato (16ª tappa)
2014: squalificato (16ª tappa)
2016: 99º

### Classiche monumento
- Milano-Sanremo

2008: ritirato
2017: 130º
- Giro delle Fiandre

2007: ritirato
- Liegi-Bastogne-Liegi

2010: 107º
2016: 92º
- Giro di Lombardia

2010: ritirato
2017: ritirato
2019: 41º
2020: 58º

### Competizioni mondiali
- Campionati del mondo su strada

Verona 2004 - In linea Juniores: 9º
Salisburgo 2005 - In linea Juniores: vincitore
Stoccarda 2007 - In linea Under-23: 18º
Imola 2020 - In linea Elite: 82º
- Campionati del mondo su pista

Vienna 2005 - Inseguimento individuale Juniores: 3º
Palma di Maiorca 2007 - Inseguimento a squadre Elite: 8º

### Competizioni europee
- Campionati europei di ciclismo su strada

Mosca 2005 - In linea Juniores: vincitore
- Campionati europei di ciclismo su pista

Atene 2006 - Corsa a punti Under-23: vincitore
Danimarca 2006 - Americana Elite: 4°